# Jaroslav Průšek
Jaroslav Průšek (ur. 14 września 1906 w Pradze, zm. 7 kwietnia 1980 tamże) – wybitny czeski sinolog.
W latach 1952–1971 był dyrektorem Instytutu Orientalistycznego Czechosłowackiej Akademii Nauk. Pod jego przewodnictwem Instytut stał się uznaną placówką naukową. W 1971 r. został pozbawiony funkcji dyrektora z powodów politycznych.